# يوغي يو فراينس
يوغي يو ! فرانيس  (遊☆戯☆王VRAINS（ヴレインズ باليابانية ）  يعرب الي( يوجي يو فرينزو) (باليابانية: 遊☆戯☆王VRAINS（ヴレインズ هيبرون: (يوغي يو فورينزو ) هو انمي ياباني من إنشاء استديوهات غالوب.
كلمة VRAINS هي مزيج من الاختصارات الإنجليزية NS وAI وVR
و تلك الاختصارات تعني الوقوف في الواقع الافتراضي، الذكاء الاصطناعي ونظام الشبكة،
و يعد الجزء السادس من السلسلة التي انشاءها كازوكي تاكاهاشي'المعروفة باسم يوغي يو!و بعد النجاح الكبير الذي حققه الجزء الاخير يو-غي-أوه! آرك-في. تقرر البدء بانشاء سلسلة جديدة تحت اسم يوغي يو ! فرانيس بدء بث هذه السلسلة في اليابان في 10 مايو 2017 علي تيلفيزيون طوكيو. حصل موقع كرانشي رول علي حقوق بث الأنمي خارج اليابان وقارة آسيا عبر موقعهم.

## قصة الانمي
في مكان معروف باسم دين سيتي، يشارك الآلاف من المبارزين في مساحة الواقع الافتراضي المعروفة باسم LINK VRAINS ، التي أنشأتها شركة تقنيات SOL ، حيث يمكن للمستخدمين إنشاء صور شخصية فريدة والمشاركة في ألعاب مبارزة الوحوش مع بعضهم البعض. كما تهدد منظمة القراصنة الغامضة المعروفة باسم «فرسان هانوي» هذا العالم، وبطل المسلسل يوساكو فوجيكي طالب في المدرسة الثانوية وعبقري القرصنة ينافسهم تحت اسم Playmaker. كل من فرسان هانوي وSOL تكنولوجيز أيضا بعد برنامج ذكاء اصطناعي غريب يسمي اغنيس، الذي يحمل المفتاح إلى منطقة سرية داخل الشبكة المسماة عالم الـCyberse والتي يسعى فرسان هانوي إلى تدميرها. مع بدء المسلسل، يرى يوساكو فرصة التقاط اغنيس، الذي يسميه هو بـAi ، يطلق موجة غضب رقمية في LINK VRAINS تعرف باسم عاصفة البيانات. كما أن ظهور تلك العاصفة تولد «مبارزات السرعة» والتي تشبه مبارزات التيربو في انمي يوغي يو التنانين الخمس حيث المبارزون يتزاحمون الريح وهم يبارزون

## الموسم الأول
يوساكو يقاتل ضد فرسان الهانوي من أجل كشف الحقيقة فيما يتعلق بحادثة وقعت له منذ سنوات عديدة.
تدور الاحداث حيث ينضم ليوساكو شخصيتين اخريتين واحدة تدعي باسم اوي زايزن التي تنافس تحت اسم Blue Angel وملك الكاريزما غو اونزيكا الذي يعد ملك الشعبية وبطل الشبكة حتي يزيحه يوساكو ويصبح هو بطل الشبكة
يعرف يوساكو بان سول للتقنيات اندبت رجل ذو ذكاء فريد يسمى بدكتور كوغامي ليصنع برامج ذكاء اصطناعي ذات ارادة حرة حيث استغلوا 6 من البشر ليصنعوا تلك البرامج وهم «يوساكو فوجيكي وتاكيرو هومورا ومايو سوغيساكي وسبكتر وجين كوسانجي واخر غير معروف الهوية» هولاء استخدموا لصنع ستة برامج ذات ارادة حرة وهم اغنيس الظلام المعروف باسم آي Ai واغنيس الماء المعروفة باسم Aqua اكوا واغنيس التراب أو الأرض المعروف باسم ايرث Earth واغنيس النار المعروف باسم فليم Flame واغنيس الضوء المعروف باسم لايتنينج Lightning واغنيس الهواء المعروف باسم ويندي Windy
عرف ريفولفر بان برامج الذكاء الاصطناعي ستشكل خطر علي البشرية يوما ما لذلك كان يجمع البيانات لصنع مشروع يسمي ببرج هانوي كان هدفه تدمير الاغنيس عن طريق تدمير الشبكة فبنهيار شبكة لينك فرينز ستدمر الحياة لان الحياة أصبحت تعتمد بشكل كلي علي الشبكة وقف كل من بلو انجل وبلاي ميكر وغو اونزيكا ضد ريفولفر وخطته الشريرة لكن بلو انجل واونزيكا سقطا امام ريفولفر ومساعده سبكتر ولكن يتمكن بلاي ميكر من هزيمة ريفولفر قبلما يكمل خططه ويدمر برج هانوي قبل اكتماله

## الموسم الثاني
و بعد فترة قصيرة تظهر مجموعة اخري تريد تدمير العالم وشبكة تسمي مجموعة لايتنينج حيث ان لايتنينج برنامج اغنيس غير مكتمل يريد ان يدمر البشر صنع اناء حاوي ليحوي كل الاغنيس يسمي ببومان ولبومان اخ صغير يسمي هارو لا يقل تهديد مجموعة لايتنينج عن تهديد فرسان هانوي يدخل كل من بلاي ميكر واصدقاءه وفرسان هانوي تحدي ضد الاغينيس المختلفين ولكن اسوء من واجهم هما لايتنتج وويندي في النهاية يقرر بلاي ميكر وبلو ميدين (بلو انجل المتطورة) وسول بيرنر وان يضعوا خلافتهم مع فرسان هانوي جانبا حتي يهزموا جماعة لايتنينج ونتيجة لهذه المعركة يخسر بلاي ميكر الكثير من الاصدقاء امثال " سول برنير وبلو ميدين وشوتيشي كوسانجي وحلفائهم بلود شيفيرد وريفولفر وسبكتر وبرامج الاغنيس يمتصهم بومان وبعد معركة قوية جدا يتمكن بلاي ميكر من هزيمة بومان ليعيد السلام لفترة مؤقتة لشبكة لينك فرينس

## الموسم الثالث
تبدء احدث الموسم الثالث بانقلاب Ai علي بلاي ميكر واصدقائه لكن يبدو بان هناك تحدي جديد قادم وهم قادة شركة سول التي تريد تطوير برامج ذكاء اصطناعي أو روبوتات ذات ذكاء يوازي ذكاء البشر أي يريد ان ينتقم من بلاي ميكر واصدقائه كي ينتقم للاغنيس الذين امتصهم بومان وذهبوا للعدم بعدما خسر بومان امام بلاي ميكر بعد صولات وجولات نجح بلاي ميكر في هزم Ai الثائر علي البشر وقام بأعادة الامور إلي مجاريها

## الإنتاج
يو غي أوه! فرانيس تم الإعلان عن لأول مرة في 16 ديسمبر 2016. بدأ بثه على شاشة تلفزيون طوكيو في اليابان يوم 10 مايو 2017. يتم إخراج المسلسل من قبل ماساهيرو هوسودا في ستوديو جالوب مع سيناريو من قبل شين يوشيدا وتصميم الشخصية كينيتشي هارا.
يتم بث هذه السلسلة مع ترجمة إلى الإنجليزية خارج آسيا بواسطة كرانشي رول. هذا يجعلها السلسلة الأولى في يو غي أوه! امتياز لاستقبال بث مباشر إلى جانب البث الياباني. والنسخة باللغة الإنجليزية يتم إنتاجها من قبل شركة فور كيه ميديا انكابري. تم بث حلقة التجريبية جنبا إلى جنب مع عرض لـ يوغي اوه ! فيلم: هرم النور في 11 مارس 2018 في الولايات المتحدة، و13 يونيو 2018 في المملكة المتحدة.
بدأت تيلي تون في بث نسخة بالدبلجة الإنجليزية في كندا في 1 سبتمبر 2018

## التغيرات الجديدة في لعبة مبارزة الوحوش
'يو غي أوه! فرانيس قدم تغييرات جديدة في لعبة مبارزة الوحوش حيث اضيفت اوراق جديدة تسمي وحوش الربط أو link Monster ، تم تقديم شكل جديد إلى ساحة المبارزة حيث اضيف ساحتين جديدتين لوحوش الربط. يمكن استدعاء وحش واحد فقط مباشرة من الاوراق الاضافية لكل لاعب في كل مرة، والتي سيتم وضعها في واحدة من المنطقتين الجديدتين في منتصف الحقل المسمى "منطقة الوحش الإضافية". واستكمالًا لعنصر اللعبة الجديد هي الوحوش الربط الجديدة، وحوش الربط هي كروت ذات لون الزرقاء ذات الموشرات التي تدخل إلى منطقة الحقل الإضافية. ليس لديهم أي "مستويات" أو "رتب"، ولكن بدلاً من ذلك لديهم "روابط "، والذي يشير إلى عدد الأسهم على البطاقة والعدد المطلوب من الوحوش المطلوبة للتضحية بها ليتم استدعائها. يمكن أيضًا استخدام تصنيف روابط الوحوش لكي تسخدم كعدد من التضحيات لاستدعاء وحش ربط اقوي استنادًا إلى تقييمهم، مطروحًا م رابط الوحش الذي يرغب اللاعب في استدعائه. على سبيل المثال لدي وحش ربط ذو رابطين وانا اريد استدعاء وحش ربط ذو ثلاث روابط اضحي بالوحش ذو الرابطين وو وحش اخر لاستدعاء ذلك الوحش ذو الثلاث روابط تحتوي الوحوش الربط على عدد من أسهم الارتباط تساوي تصنيف الارتباط الخاص بها والتي تشير إما رأسياً أو أفقيًا و/ أو قطريًا. تسمح أسهم الارتباط هذه التي تشير إلى منطقة الوحوش رئيسية فارغة للاعب باستدعاء وحش آخر من المنطقة الاضافية سواء من نوع " سينكرو أو اكسيز أو اندماج. تم نقل منطقتي القلادة البانديلويم إلى الأطراف البعيدة من مناطق الفخاخ والسحر فلو اردت استخدام الاستدعاء بالقلادة فانت تضيق علي نفسك منطقة الفخ والسحر

## الاختلاف بين النسخة اليابانية الاصلية والتي تجدها في الدبلجة العربية
أول شئ سيتم تغيير بعض الأسماء مثل
- اوي زازين «بلو إنجيل» الي سكاي زازين - جو اونوزوكا«ملك الكارزيما» الي جورج غور - ريفورلر من فرسان هانوي الي فريس - شويتشي كوساناجي «صديق يوساكو» الي كولتير
سيتم إزالة الأسماء على شاشة المبارازات وتغطيتها بخط. سيتم تطويل ملابس المدرسة الثانوية للفتيات أكثر مما يظهر في النسخة اليابانية.سيتم تغيير الشارة اليابانية وسيتم استبدلها بواحدة جديدة في الدبلجة. سيتم حذف المشاهد التي فيها أي ايحائات جنسية أو عنيفة مثل الموت والاصابات وازالة الاسلحة ان وجدت. ولاننسي ازالة الكتابة اليابانية واستبدلها اما بصور أو كتابة إنجليزية أو جعل الاماكن التي فيها الكتابة اليابانية فارغة وطبعا الاوراق كما تعودنا ستظهر صورة الورقة بالكامل وفي المربع كبير به عدد النجوم أو اللينكات والهجوم ودفاع الوحش كما ظهر في الاجزاء الاخري من السلسلة وبالطبع في الاوراق سيتم أي ازالة رموز دينية أو غريبة واستبدلها باخري وظهر الورق كما في جزء يوغي يو ارك في وزاكسيل

## الاستقبال
و لقد نال الانمي اعجاب الكثير من المشاهدين العرب وفي العالم وحقق نسب مشاهدة عالية تم تصنيف الانمي في المرتبة 52 في طوكيو في مهرجان جوائز الانمي كافضل 100 انمي في عام 2017 .

## روابط هامة
- テレビ東京・あにてれ　遊☆戯☆王VRAINS Official website (باليابانية)
- アニメ「遊☆戯☆王」公式 Twitter
- يوغي يو فراينس على موقع IMDb (الإنجليزية)
- يوغي يو فراينس على موقع كينوبويسك (الروسية)
- يوغي يو فراينس على موقع قاعدة بيانات الفيلم (الإنجليزية)
- يوغي يو فراينس على موقع ANN anime (الإنجليزية)